# Глория-ди-Дорадус
Глория-ди-Дорадус (порт. Glória de Dourados) — муниципалитет в Бразилии, входит в штат Мату-Гросу-ду-Сул. Составная часть мезорегиона Юго-запад штата Мату-Гроссу-ду-Сул. Входит в экономико-статистический микрорегион Игуатеми. Население составляет 8665 человек на 2006 год. Занимает площадь 491,758 км². Плотность населения — 17,6 чел./км².

## История
Город основан 2 мая 1956 года.

## Статистика
- Валовой внутренний продукт на 2003 год составляет 75 001 686,00 реалов (данные: Бразильский институт географии и статистики).
- Валовой внутренний продукт на душу населения на 2003 год составляет 8070,77 реалов (данные: Бразильский институт географии и статистики).
- Индекс развития человеческого потенциала на 2000 год составляет 0,745 (данные: Программа развития ООН).